# Buttu Bayu Panei Raja
Buttu Bayu Panei Raja is een bestuurslaag in het regentschap Simalungun van de provincie Noord-Sumatra, Indonesië. Buttu Bayu Panei Raja telt 1329 inwoners (volkstelling 2010).